# Arctosa maderana
Arctosa maderana este o specie de păianjeni din genul Arctosa, familia Lycosidae, descrisă de Roewer, 1960.
Este endemică în Madeira. Conform Catalogue of Life specia Arctosa maderana nu are subspecii cunoscute.